# Adl
Pour les articles homonymes, voir ADL.
ʿAdl (arabe : عَدْل, justice, témoin instrumentaire) est un terme arabe qu'on peut traduire par justice. En théologie islamique, il s'agit de la justice divine d'Allah (voir Adala).
Al-'Adl, le Juste, l'Équitable fait aussi partie des noms d'Allah.
Ce mot désigne également un témoin dont la présence est indispensable pour la validité de certains actes authentiques.
Adil et Adel sont des noms masculins dérivés de ʿadl, communs dans le monde arabe, au Pakistan, en Inde et dans la plupart des régions hébergeant une population musulmane d'une certaine importance.

## Jurisprudence islamique
L'ʿadl, dans l'usage qu'en font les premiers théoriciens de la jurisprudence islamique, se réfère à un aspect du caractère individuel. Celui-ci est traduit le plus correctement par probité. Bien que le terme ʿadl soit utilisé actuellement par de nombreux intellectuels religieux dans le sens de justice, il nécessite un examen sérieux du contexte dans lequel il est utilisé.

## Dans la théologie islamique
Dans l'Islam, l'ʿadl signifie la justice divine. La signification de ce terme diffère chez les chiites et les sunnites. Dans la théologie chiite, Allah est juste rationnellement, et les hommes connaissent de façon instinctive la différence entre le bien et le mal et qu'ils disposent d'un complet libre-arbitre. Les sunnites, de leur côté, pensent qu'Allah est nécessairement juste, que la révélation, le Coran, est le seul moyen de différencier le bien du mal et que les hommes possèdent une certaine part de libre-arbitre, limité par la prédestination.

## Noms
- Sina M. Adl, un microbiologiste canadien

### Prénoms
L'origine des prénoms modernes Adil ou Adel se trouve dans les titres nobiliaires données aux juristes iraniens de la fin du XIXe siècle. Ceux-ci étaient apparentés familialement. En particulier, parmi ceux-ci, on peut mentionner Hadj Mirza Hossein (également appelé Hossein Shah), dont le titre était Adl-ol-molk (Justice du royaume), Seid Mirza Ebrahim Khalil, qui portait le titre de Rokn-ol-edaleh (Pilier de justice) et Mirza Mostafa Khan Adl, auquel a été donné le titre de Mansoor-ol-saltaneh (Victorieux de l'empire). Ce dernier dressa le plan du code civil moderne d'Iran (hoghough-e-madani) peu avant la révolution iranienne de 1903–1905. Ce code, adopté par le parlement de l'époque, est encore en vigueur actuellement (2010).

## Note
1. ↑  Abu al-Hassan al-Mawardi, The Ordinances of Government, éditions Garnet Publishing Limited, 2000.